# Феликс (ураган)
Ураган «Феликс» (англ. Hurricane Felix) — самый южный ураган 5 категории в Атлантическом бассейне, превосходящий ураган Эдит 1971 года. Это шестой по счету шторм, второй ураган 5 категории в сезоне ураганов в Атлантике 2007 года. Феликс образовался из тропической волны 31 августа, проходящей через южные Наветренные острова. 1 сентября был повышен до статуса урагана 1 категории. На следующий день Феликс быстро превратился в сильный ураган, а 3 сентября ему был присвоен статус 5 категории; того же дня ураган был понижен до 4 категории, но к утру 4 сентября во второй раз превратился в ураган 5 категории.
4 сентября Феликс вышел на побережье к югу от границы между Никарагуа и Гондурасом, в результате чего в Центральной Америке погибло не менее 133 человек и нанесён ущерб на 720 млн долларов. Из-за разрушительного воздействия на Центральную Америку, особенно на Никарагуа, после сезона 2007 года использование имени было прекращено.

## Метеорологическая история

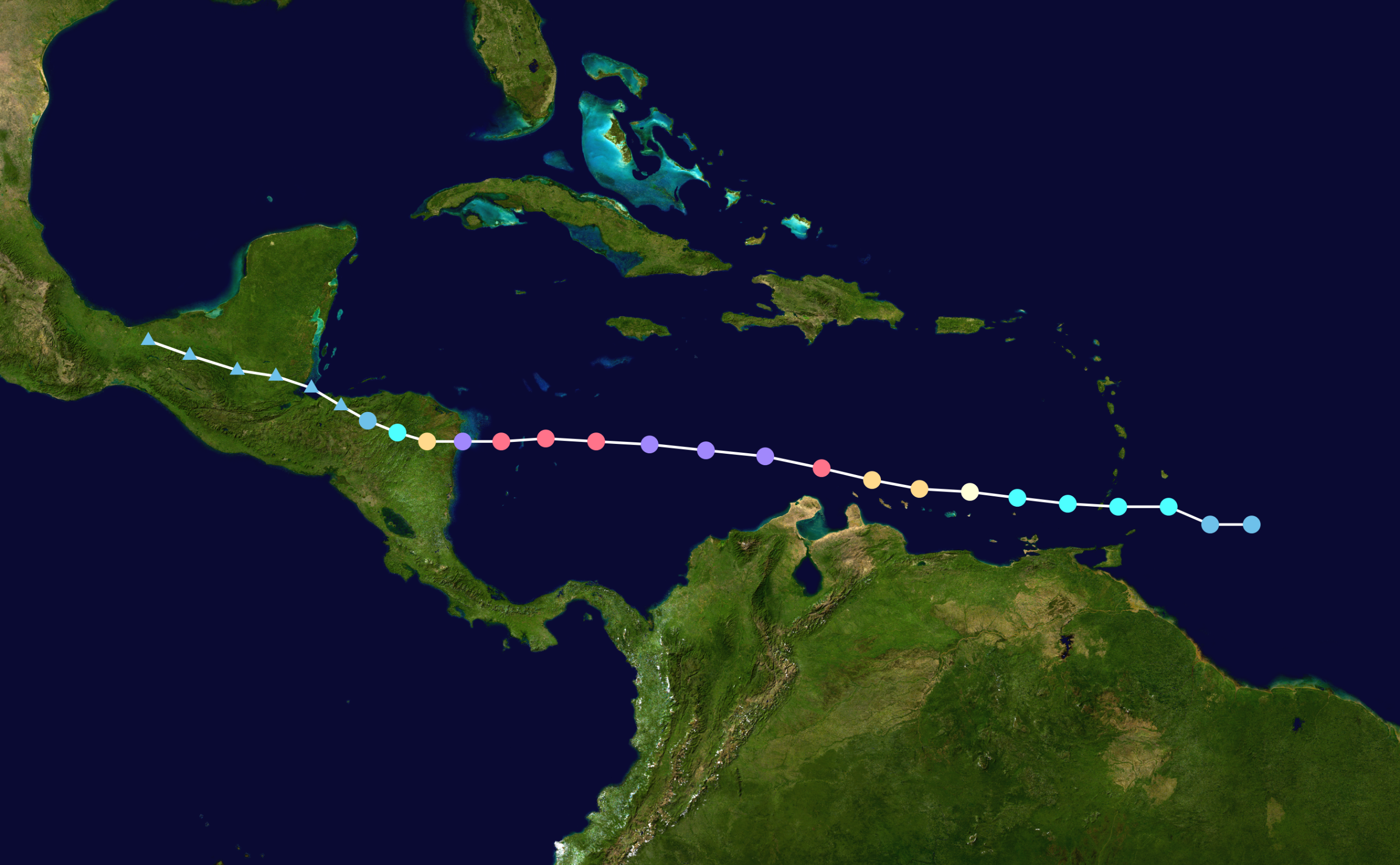
Карта пути и интенсивности Урагана Феликс по шкале Саффира — Симпсона

Тропическая волна перемещалась от побережья Африки 24 августа, на запад приблизительно 14 миль в час (23 км/ч) без глубокой конвекции. Изначально её было трудно найти на спутниковых снимках, волна проходила через влажную среду и разработала площадь рассеянных гроз. К 25 августа спутниковые снимки указали на широкий циклонический поворот к северу от зоны межтропической конвергенции. Волна продолжала развиваться от умеренной до сильной конвекции, и 27 августа 1012 мбар область низкого давления разработан около 830 миль (1340 км) к западу-юго-западу от Прайя, Кабо-Верде. В течение следующих нескольких дней система существенно не усиливалась. Конвекция усилилась на следующий день, и полет в систему сообщил о низкоуровневой циркуляции; соответственно, Национальный центр по ураганам инициировал рекомендации по шестой тропической депрессии в 21:00 по Гринвичу 31 августа, когда она находилась примерно в 180 милях (295 км) к востоку-юго-востоку от южных Наветренных островов..
После того, как депрессия превратилась в тропический циклон, она была расположена к югу от сильного гребня, что привело к движению с запада на северо-запад. Система поддерживала изогнутые дождевые полосы с расширяющимся оттоком, а при небольшом сдвиге ветра и тёплой температуре воды окружающая среда способствовала дальнейшему развитию. Глубокая конвекция консолидировалась очень близко к центру, и вскоре после прохождения над островом Гренада депрессия переросла в тропический шторм Феликс рано около 09:00 UTC 1 сентября. Феликс быстро окреп, поскольку образовалось небольшое внутреннее ядро. конвекции с плотными полосами вокруг центра, а к концу 1 сентября на спутниковых снимках был замечен глаз. Основываясь на отчётах с самолётов-разведчиков, Национальный центр по ураганам выявил, что Феликс получил статус урагана к началу 2 сентября, находясь примерно в 250 км к востоку-северо-востоку от Бонайре.

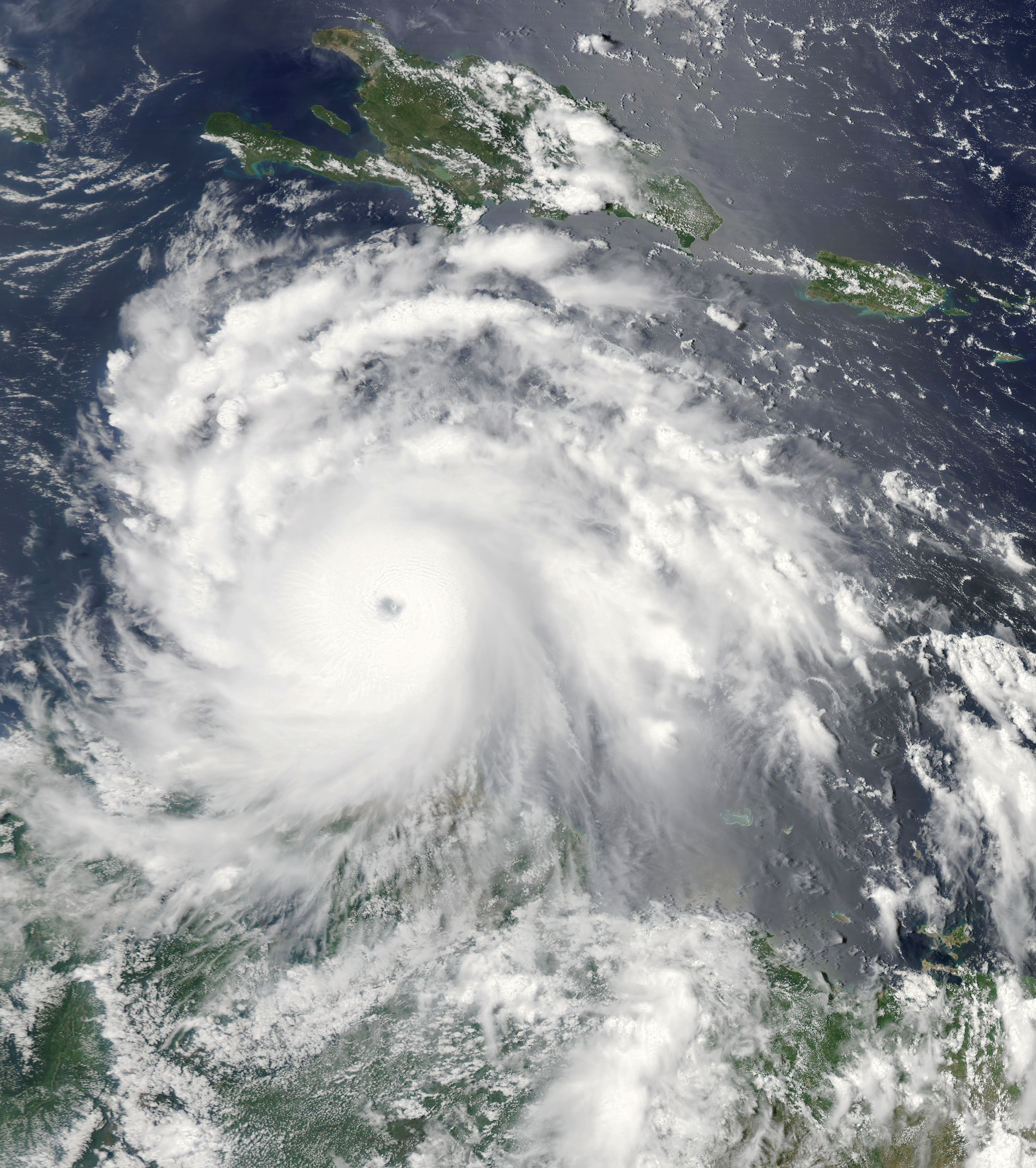
Ураган Феликс быстро усиливается к югу от Гаити, 2 сентября.

Прослеживая область чрезвычайно низкого сдвига ветра и все более высокого содержания тепла в океане, Феликс быстро развил чётко очерченный глаз, симметричную структуру облаков и сильный отток на верхних уровнях; следовательно вскоре после этого ураган начал взрывную интенсификацию. Феликс получил статус крупного урагана около 18:00 по всемирному координированному времени 2 сентября, находясь примерно в 790 км к юго-востоку от Кингстона, Ямайка. Быстрое усиление продолжалось, и позже в тот же день ураган получил статус урагана 4 категории по шкале ураганов Саффира — Симпсона с падением давления до 957 мбар; это соответствовало скорости падения 3,4 мбар в час, что Национальный центр по ураганам назвал «одной из наиболее быстрых темпов усиления, которые мы наблюдали». Рейс Hurricane Hunters сообщил о том что диаметр глаза уменьшился до 14 миль (22 км). Основываясь на наблюдениях, предполагается, что Феликс достиг скорости ветра 175 миль в час (280 км / ч) 3 сентября, находясь примерно в 390 миль (625 км) к юго-востоку от Кингстона, Ямайка, что сделало Феликса ураганом 5-й категории. Во время исследования урагана, Hurricane Hunters столкнулись с сильной турбулентностью, что вынудило полет прервать миссию.
Продолжая быстро двигаться на запад, диаметр глаза уменьшился до 12 миль (19 км), и Национальный центр ураганов оценил, что ураган достиг минимального центрального давления в 929 мбар (гПа; 27,43 дюйма ртутного столба) примерно через семь часов после того, как он достиг 5 категории. Первоначально предсказывалось, что Феликс будет следовать в западно-северо-западном направлении, ударив по Белизу, прежде чем пересечь полуостров Юкатан; однако его путь оставался на запад. Впоследствии верхняя часть облаков около центра начала нагреваться, поскольку глаз стал менее отчетливым, и к 18:00 по всемирному времени 3 сентября Феликс ослаб до статуса категории 4 с ветром 145 миль в час (235 км / ч). 4 сентября Феликс завершил цикл замены глазных стенок и снова начал укрепляться в течение дня. Феликс был повышен до 5 категории во второй раз в 10:40, и достиг берега в Никарагуа к югу от границы с Гондурасом, в районе побережья Москито, как ураган 5 категории, скорость 160 миль в час (260 км / ч). К девяти часам после выхода на берег система была хорошо организованна, хотя ветер быстро уменьшился, рано утром 5 сентября Феликс ослаб до тропического шторма, так как его циркуляция верхнего уровня отделилась от части нижнего уровня. Система превратилась в тропическую депрессию, когда она пересекла южный Гондурас, и в 09:00 UTC Национальный центр по ураганам выпустил последнюю рекомендацию по Феликсу, поскольку она начала превращаться в широкую область низкого давления. Остатки Феликса отслеживались на западе-северо — запад через другие части Латинской Америки, и в конце концов рассеялись над мексиканским штатом в Табаско 7 сентября.

## Подготовка

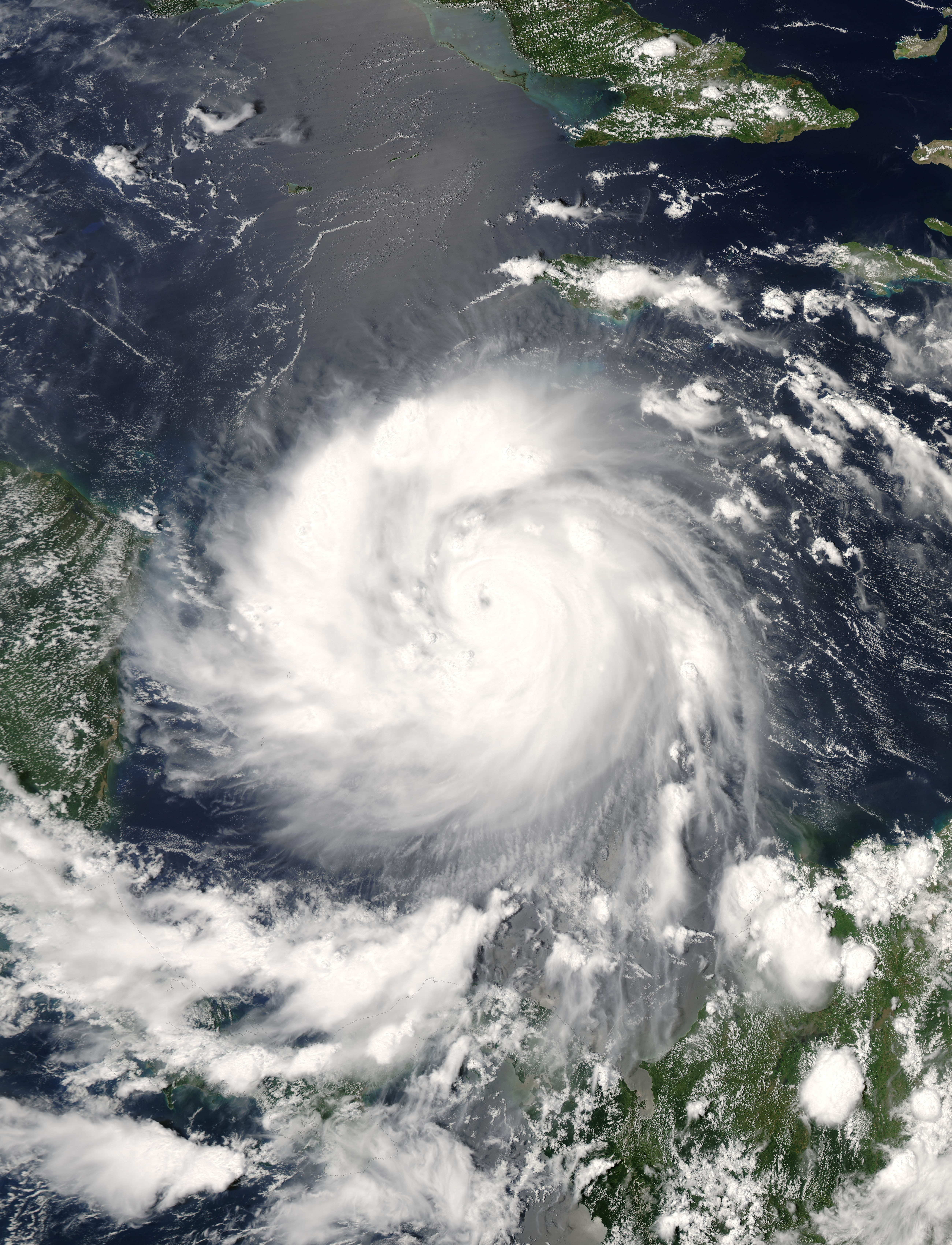
Ураган Феликс в западной части Карибского моря, приближающийся к Центральной Америке 3 сентября

После того, как Феликс превратился в тропический циклон, для Сент-Винсента и Гренадин, Тринидад и Тобаго, Гренады, северо-восточного побережья Венесуэлы от Куманы до Педерналеса, включая остров Маргарита, а также для островов ABC. В Тобаго было открыто 79 убежищ для людей. 2 сентября для карибских островов было выпущено предупреждение про ураган, из которого несколько туристов пытались улететь на самолёте до прихода урагана. Рано утром 2 сентября правительство Ямайки выпустило для острова предупреждение про тропический шторм, которое было отменено, поскольку ураган прошёл далеко на юг. Позднее, 2 сентября, предупреждение про тропический шторм выдано на острове Большой Кайман, и на следующий день тропический штормовое предупреждение было видано на острове Providencia. 3 сентября в 12:00 UTC было выпущено предупреждение про ураган для Карибского побережья Гватемалы и всего побережья Белиза.
В 03:00 по Гринвичу 3 сентября правительство Гондураса объявило предупреждение про приближения ураганна от Лимона до границы Гондураса / Никарагуа. Должностные лица приказали эвакуировать граждан из низменных районов вблизи береговой линии; к полудню 3 сентября около 300 туристов были эвакуированы из департамента Бей-Айлендс, ещё 400 готовились к отъезду самолётом, около 2000 человек были эвакуированы из прибрежных районов. К тому времени, когда ураган обрушился на берег, около 20 000 человек в Гондурасе уехали в более безопасные районы.
В 15:00 по Гринвичу 3 сентября, примерно за 21 час до своего окончательного выхода на берег, правительство Никарагуа выпустило предупреждение об урагане от Пуэрто-Кабесаса на север до национальной границы. Примерно за 12 часов до выхода на сушу от Пуэрто-Кабесаса на юг до Принцаполки было выдано предупреждение о тропическом шторме. До прихода урагана официальные лица доставили около 140 000 фунтов (63 000 кг) еды и предметов первой необходимости в район выхода на берег.

## Последствия

### Карибские острова

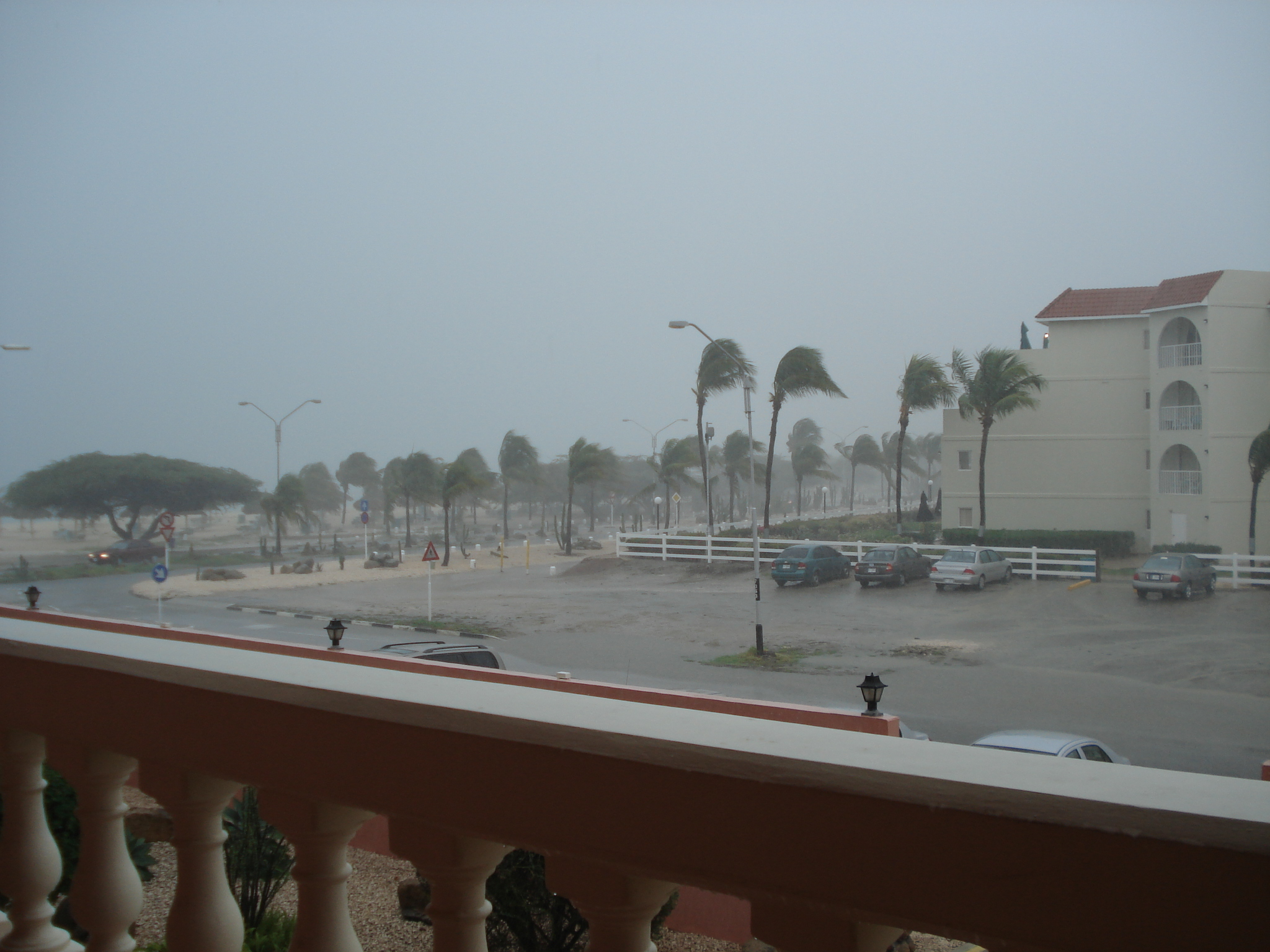
Феликс проходит мимо Арубы

Примерно 1 сентября на Барбадосе был зарегистрирован порыв ветра со скоростью 46 миль в час (74 км/ч), и примерно в то же время порыв ветра со скоростью 44 миль в час (71 км/ч) наблюдался на Сент-Винсенте. Шторм привёл к проливным дождям на Наветренных островах. На Тринидаде обильные осадки вызвали оползни и реки вышли из берегов, разрушившие некоторые мосты; умеренный ветер повредил несколько построек на острове. Ущерб соседнему Тобаго был сосредоточен в его северной части, где в результате дождя произошло несколько оползней. Ущерб от урагана на Тобаго был оценён в 250 000 долларов США. В Гренаде порывистый ветер, обрушил несколько линий электропередач и разрушил крыши двух домов; сильные волны также сломали несколько судов с якорей. В Сент-Люсии ураганный ветер повредил крышу магазина в Кастри, в результате чего обрушилось 12 автомобилей
На островах ABC ураган вызвал порывистый ветер и проливные дожди. Однако о Бонайре было сообщено о незначительном ущербе; из-за осадков несколько домов на Кюрасао оказались под водой. На Арубе ветер повредил один дом и ненадолго оставил без электричества северный город. Ураган «Феликс» вызвал сильные ветры и волны высотой 10 футов (3 м) вдоль северного побережья Венесуэлы, в результате чего один человек пропал без вести в Пуэрто Кабельо.

### Центральная Америка

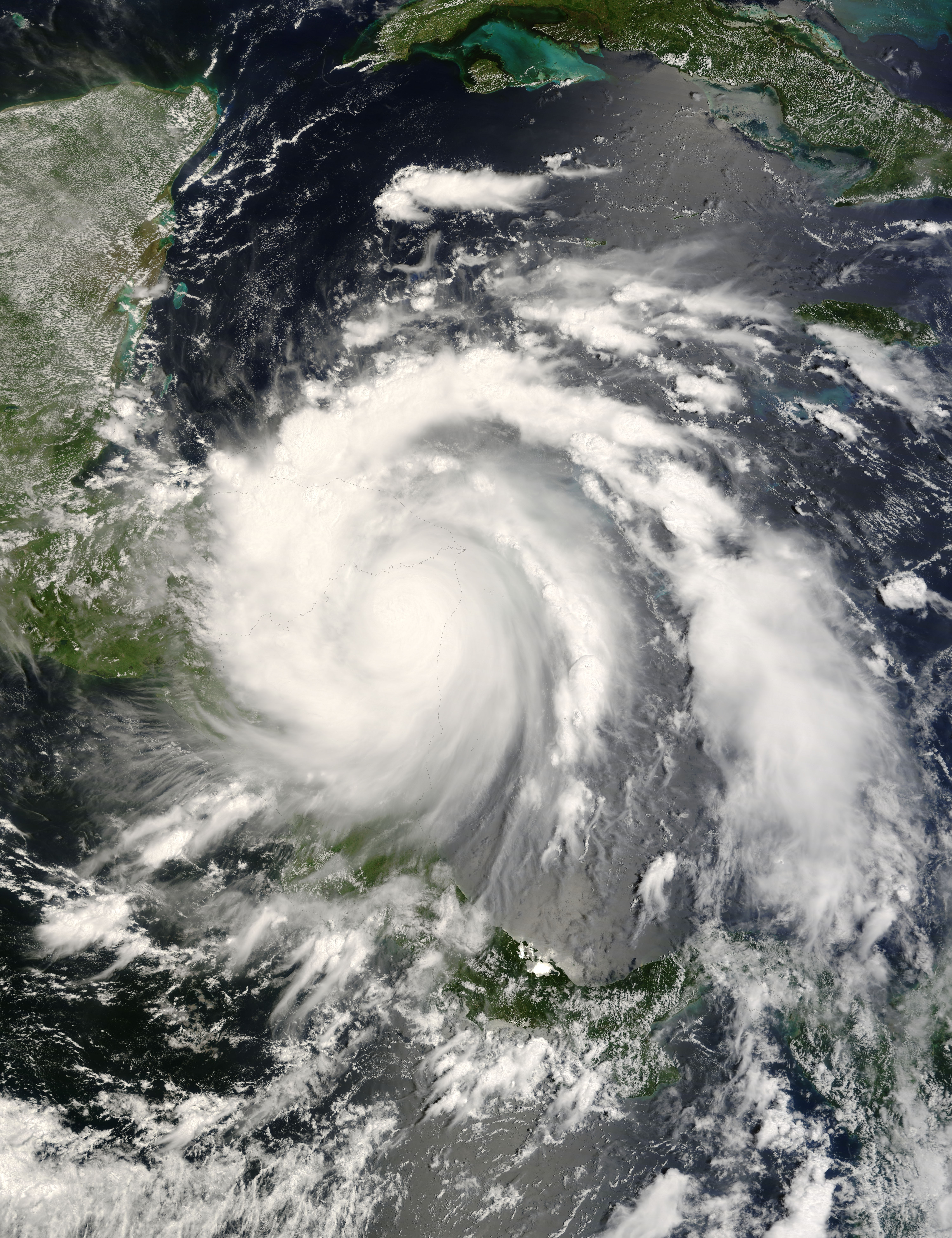
Ураган Феликс после падения на берег в Никарагуа 4 сентября

Ранние сообщения предполагали серьёзные разрушения в Гондурасе и Никарагуа после того, как Феликс обрушился на берег как ураган 5-й категории. В Пуэрто-Кабесас почти каждое строение получило по крайней мере повреждение крыши, и многие здания были разрушены. Сообщалось о наводнениях и оползнях вдоль побережья Москито, в результате которых было разрушено множество домов и заблокированы дороги. Правительство Никарагуа объявило северное побережье Карибского моря зоной бедствия. В мискито Cays, расположенные около 43 миль (69 км) на северо-восточном побережье Никарагуа был одним из наиболее пострадавших районов. Ураган «Феликс» ещё не достиг берега, но достиг максимальной силы, когда прошёл над рифами Мискито. Ветры урагана со скоростью до 160 миль в час (260 км / ч) полностью разрушили Рифы. Столбы, которые раньше составляли основу домов, были единственными остатками на рифах.
По сообщениям, погибло не менее 133 человек. По меньшей мере 130 из них находились в Никарагуа. Хотя некоторые подробности были раскрыты, они включают по меньшей мере 25 погибших рыбаков, смерть от утопления на лодке, столкновение с упавшим деревом и по крайней мере одну косвенную смерть, вызванную медицинскими осложнениями после рождения. В Гондурасе было зарегистрировано три случая смерти, одна из которых была вызвана автомобильной аварией, вызванной проливным дождем и оползнями, а две — наводнением в столице страны Тегусигальпе. Однако сотни других пропали без вести (в основном в море), и во многих районах общение было затруднено или невозможно. Некоторые выжившие были также найдены на берегу Москито, которые первоначально были объявлены пропавшими без вести.
По официальной информации, пострадали не менее 40 000 человек и разрушено 9 000 домов, большинство из которых находится в никарагуанском городе Билви (Пуэрто-Кабесас), где правительство объявило «режим ЧС». Сообщалось также о полном отсутствии предметов снабжения и услуг в этом районе. Была получена помощь из Венесуэлы, Кубы, Соединённых Штатов и Гондураса, и многие организации, такие как Красный Крест Никарагуа, средства массовой информации и университеты, организовали сборы по всей стране. Президент Никарагуа Даниэль Ортега посетил Билви на следующий день после урагана и пообещал восстановить дома пострадавшим людям. Ущерб в Никарагуа составил 13,4 млрд долларов (720 млн долларов).
Сообщалось также о наводнении в Гондураса, особенно в районе Тегусигальпы и в северо-западных регионах, где реки Улуа и Хамелекон впадали в сельскохозяйственные угодья. Прибрежное наводнение также нанесло ущерб городу Изабал в Гватемале, откуда было эвакуировано 850 человек. Ущерб урожаю в Гондурасе составил 68,28 млн.